# إدواردس (نيويورك)
إدواردس (بالإنجليزية: Edwards, New York) هي بلدة أمريكية تقع في الولايات المتحدة في مقاطعة سانت لورنس، نيويورك. يقدر عدد سكانها بـ 1,156 نسمة .

## أعلام
- الكسندر أوزوالد برودي